# 马格努斯·奥索尼乌斯

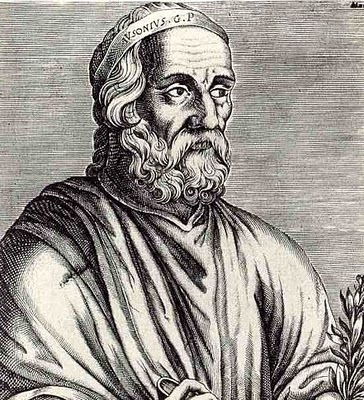
马格努斯·奥索尼乌斯

马格努斯·奥索尼乌斯（Decimius Magnus Ausonius；310年—395年），古罗马诗人。生于高卢布尔迪加拉。曾任修辞学教授。瓦伦提尼安一世时期任王子教师，后出任财政官、行政官。王子格拉提安继位后出任高卢执政官。后格拉提安遇刺，奥索尼乌斯隐退。奥索尼乌斯的作品多为咏叹诗、田园诗、讽刺诗，诗歌语言驳杂，写有《萨莫拉》、《诸帝贤能似凯撒》等。